# Клоога (селище)
Клоога (ест. Klooga) — селище на півночі Естонії.

## Географія
Селище знаходиться у волості Кейла повіту Гар'юмаа. Розташоване за 38 км на захід від Таллінна .
Розташоване на північному березі озера Клоога, площа якого становить 132,9 га, глибина — 3,6 м.
Біля селища знаходиться зупинний пункт — Клоога-Аедлінн на північному заході і залізнична станція Клоога на північному сході. З обох станцій ходять електрички до Таллінна і до міста Палдіскі, а зі станції Клоога ще й до Клоогаранна — розташованого на березі Фінської затоки. До Другої світової війни в районі залізничної станції Клоога-Аедлінн знаходилося однойменне дачне селище, яке було улюбленим місцем відпочинку жителів Талліна.
У селищі є школа, поштове відділення, магазини і кафе.

## Демографія
Згідно з переписом 2011 року населення селища складало 1203 осіб, з яких естонцями були 642 особи (53,4 %).

## Історія
До окупації Естонії СРСР в 1940 році біля селища розташовувалася база Естонської Армії .
У вересні 1943 року біля військової бази німецькими окупантами був організований концентраційний табір Клоога (так званий «трудовий табір»), який проіснував до звільнення радянськими військами в кінці вересня 1944 року. У 1943—1944 роках в табір були доставлені кілька тисяч євреїв з гетто Каунаса, Вільнюса і концтабору Саласпілс в Латвії, яких згодом використовували на торфорозробках. 19 вересня 1944 року, коли частини Червоної Армії вже підходили до району Клоога, німецьке командування наказало розстріляти 2000 єврейських в'язнів концтабору. На місці розстрілу в'язнів табору встановлено пам'ятник, біля якого проходять церемонії поминання в День пам'яті жертв Голокосту і в річницю знищення в'язнів табору.
За радянських часів в панельних будинках селища були розквартировані родини офіцерів Радянської Армії, які служили у військовій частині, що розташовувалася неподалік. У серпні 1994 року російські війська були повністю виведені з Естонії, і сім'ї офіцерів покинули Клоогу, виняток становлять лише сім'ї колишніх військових, які отримали посвідку на проживання.